# Leptidea reali
Leptidea reali es una especie de mariposa de la familia Pieridae. Se encuentra distribuida por Europa.

## Aspecto, comportamiento y distribución
La Leptidea reali se ha encontrado en muchos países del Europa occidental. Se necesita más investigación para descubrir su verdadera distribución; de hecho, su actual distribución conocida en el continente es sospechosamente irregular.
Es muy parecida a Leptidea sinapis y la única manera concluyente para separar las dos especies es mediante un examen minucioso de genitalia.
Un estudio hecho el 2011 concluye que Leptidea reali es uno de los tres miembros de un grupo de especies crípticas que también incluye Leptidea sinapis  y una nueva especie Leptidea juvernica.  Este estudio se basó en el análisis de los cariotipos y el análisis de marcadores del ADN mitocondrial nuclear. Se determinó que Leptidea reali se presenta solamente en España, Italia y sur de Francia. Leptidea juvernica oscila entre la Irlanda y Francia al oeste hasta el Kazajistán al este. Las mediciones de los genitales para las tres especies permitió la separación de estas dos especies de Leptidea sinapis. 
Leptidea juvernica y Leptidea reali no podían separarse basándose en la medición de su genitalia.
Lepidopterólogos de campo han observado diferencias de comportamiento entre  Leptidea  reali y  Leptidea sinapis que se describen como un vuelo más fuerte y con una preferencia por los hábitats más abiertos.

## Subespecies
- Leptidea reali mazeli
- Leptidea reali reali
- Leptidea reali tchuvilini